# Curriea seyrigi
Curriea seyrigi är en stekelart som beskrevs av Granger 1949. Curriea seyrigi ingår i släktet Curriea och familjen bracksteklar. Inga underarter finns listade i Catalogue of Life.